# Discografia degli AJR
La discografia degli AJR, gruppo musicale statunitense, comprende sei album in studio, tre EP e 28 singoli, di cui tre in collaborazione con altri artisti.

## Album in studio
| Anno                                                                                 | Titolo e dettagli                                                                                               | Classifiche | Classifiche | Classifiche | Classifiche | Certificazioni |
| Anno                                                                                 | Titolo e dettagli                                                                                               | USA         | USA Rock    | BEL (FL)    | CAN         | Certificazioni |
| ------------------------------------------------------------------------------------ | --- | ----------- | ----------- | ----------- | ----------- | -------------- |
| 2010                                                                                 | Born and Bred - Pubblicato: 20 marzo 2010 - Etichetta: LARJ - Formati: CD                                       | —           | —           | —           | —           |                |
| 2010                                                                                 | Venture - Pubblicato: 12 settembre 2010 - Etichetta: LARJ - Formati: CD                                         | —           | —           | —           | —           |                |
| 2015                                                                                 | Living Room - Pubblicato: 27 febbraio 2015 - Etichetta: AJR, Liberator, Warner - Formati: CD, download digitale | —           | —           | —           | —           |                |
| 2017                                                                                 | The Click - Pubblicato: 9 giugno 2017 - Etichetta: AJR - Formati: CD, LP, download digitale                     | 61          | —           | 170         | —           | - USA: Oro     |
| 2019                                                                                 | Neotheater - Pubblicato: 26 aprile 2019 - Etichetta: AJR - Formati: CD, LP, download digitale                   | 8           | 1           | —           | 95          |                |
| 2021                                                                                 | OK Orchestra - Pubblicato: 26 marzo 2021 - Etichetta: AJR - Formati: CD, LP, download digitale                  | 10          | 1           | —           | 27          |                |
| "—" indica che l'opera non è stata pubblicata o non si è classificata in quel paese. | |             |             |             |             |                |

## Extended play
| Anno                                                                                 | Titolo e dettagli                                                                                          | Classifiche |
| Anno                                                                                 | Titolo e dettagli                                                                                          | USA         |
| ------------------------------------------------------------------------------------ | --- | ----------- |
| 2012                                                                                 | AJR - Pubblicato: 2012 - Etichetta: LARJ - Formati: CD                                                     | —           |
| 2013                                                                                 | I'm Ready - Pubblicato: 20 dicembre 2013 - Etichetta: AJR, Liberator - Formati: CD, download digitale      | —           |
| 2014                                                                                 | Infinity - Pubblicato: 23 settembre 2014 - Etichetta: AJR, Warner - Formati: CD, download digitale         | —           |
| 2016                                                                                 | What Everyone's Thinking - Pubblicato: 16 settembre 2016 - Etichetta: AJR - Formati: CD, download digitale | 164         |
| "—" indica che l'opera non è stata pubblicata o non si è classificata in quel paese. | |             |

## Singoli

### Come artista principale
| Anno                                                                                 | Titolo                        | Classifiche | Classifiche | Classifiche | Classifiche | Classifiche | Classifiche | Classifiche | Classifiche | Classifiche | Classifiche | Certificazioni                                                                    | Album di provenienza                  |
| Anno                                                                                 | Titolo                        | USA         | USA Rock    | AUS         | BEL (FL)    | CAN         | NLD         | NOR         | NZL         | SWE         | UK          | Certificazioni                                                                    | Album di provenienza                  |
| ------------------------------------------------------------------------------------ | ----------------------------- | ----------- | ----------- | ----------- | ----------- | ----------- | ----------- | ----------- | ----------- | ----------- | ----------- | --------------------------------------------------------------------------------- | ------------------------------------- |
| 2010                                                                                 | Go On Take a Chance           | —           | —           | —           | —           | —           | —           | —           | —           | —           | —           |                                                                                   | Born and Bred                         |
| 2010                                                                                 | 212                           | —           | —           | —           | —           | —           | —           | —           | —           | —           | —           |                                                                                   | Venture                               |
| 2012                                                                                 | The Night Before              | —           | —           | —           | —           | —           | —           | —           | —           | —           | —           |                                                                                   | Help! The Beatles Complete On Ukulele |
| 2013                                                                                 | I'm Ready                     | 65          | —           | 5           | —           | —           | —           | —           | —           | —           | —           | - USA: Platino - AUS: Platino (2)                                                 | Living Room                           |
| 2014                                                                                 | Woody Allen                   | —           | —           | —           | —           | —           | —           | —           | —           | —           | —           |                                                                                   | Living Room                           |
| 2014                                                                                 | Infinity                      | —           | —           | —           | —           | —           | —           | —           | —           | —           | —           |                                                                                   | Living Room                           |
| 2015                                                                                 | Thirsty                       | —           | —           | —           | —           | —           | —           | —           | —           | —           | —           |                                                                                   | Living Room                           |
| 2016                                                                                 | Weak                          | 73          | —           | —           | 7           | 78          | 8           | 8           | —           | 23          | 58          | - USA: Platino (2) - AUS: Platino - BEL: Platino - CAN: Platino (2) - UK: Argento | The Click                             |
| 2017                                                                                 | Drama                         | —           | —           | —           | —           | —           | —           | —           | —           | —           | —           |                                                                                   | The Click                             |
| 2017                                                                                 | Sober Up (feat. Rivers Cuomo) | 107         | —           | —           | —           | —           | —           | —           | —           | —           | —           | - USA: Platino - CAN: Oro                                                         | The Click                             |
| 2018                                                                                 | Burn the House Down           | 100         | —           | —           | —           | 99          | —           | —           | —           | —           | —           | - USA: Oro - AUS: Oro - CAN: Platino                                              | The Click                             |
| 2019                                                                                 | 100 Bad Days                  | —           | 7           | —           | —           | —           | —           | —           | —           | —           | —           | - USA: Platino                                                                    | Neotheater                            |
| 2019                                                                                 | Dear Winter                   | —           | 21          | —           | —           | —           | —           | —           | —           | —           | —           |                                                                                   | Neotheater                            |
| 2020                                                                                 | Bang!                         | 8           | 2           | 37          | —           | 20          | —           | —           | 14          | —           | —           | - USA: Platino (2) - AUS: Oro - CAN: Oro - NZL: Platino                           | OK Orchestra                          |
| 2020                                                                                 | Bummerland                    | —           | 32          | —           | —           | —           | —           | —           | —           | —           | —           |                                                                                   | OK Orchestra                          |
| 2021                                                                                 | Way Less Sad                  | 77          | 9           | —           | —           | —           | —           | —           | —           | —           | —           |                                                                                   | OK Orchestra                          |
| "—" indica che l'opera non è stata pubblicata o non si è classificata in quel paese. |                               |             |             |             |             |             |             |             |             |             |             |                                                                                   |                                       |

### Come artista ospite
| Anno | Titolo                                        | Album di provenienza |
| ---- | --------------------------------------------- | -------------------- |
| 2016 | Celebrate (Ingrid Michaelson feat. AJR)       | Alter Egos           |
| 2017 | Darlin (Mike Love feat. AJR)                  | Unleash the Love     |
| 2018 | Pretender (Steve Aoki feat. Lil Yachty e AJR) | Neon Future III      |

### Singoli promozionali
| Anno | Titolo                            | Classifiche | Classifiche | Classifiche | Album di provenienza |
| Anno | Titolo                            | USA         | USA Rock    | UK          | Album di provenienza |
| ---- | --------------------------------- | ----------- | ----------- | ----------- | -------------------- |
| 2015 | Let the Games Begin               | —           | —           | —           | /                    |
| 2015 | Call My Dad                       | —           | —           | —           | The Click            |
| 2016 | I'm Not Famous                    | —           | —           | —           | The Click            |
| 2016 | The Lotto (con Ingrid Michaelson) | —           | —           | —           | /                    |
| 2017 | It's on Us                        | —           | —           | —           | /                    |
| 2019 | Birthday Party                    | —           | 29          | —           | Neotheater           |
| 2020 | My Play                           | —           | —           | —           | OK Orchestra         |
| 2021 | OK Overture                       | —           | 44          | —           | OK Orchestra         |
| 2021 | World's Smallest Violin           | 97          | 13          | 75          | OK Orchestra         |